# Costaconvexa dispar
Costaconvexa dispar är en fjärilsart som beskrevs av W. Warren 1903. Costaconvexa dispar ingår i släktet Costaconvexa och familjen mätare. Inga underarter finns listade i Catalogue of Life.